# Verbrauchsabgaben
Die Verbrauchsabgaben gingen in der DDR historisch aus den vorherigen Verbrauchsteuern, den Haushaltsaufschlägen, der Textilwarenabgabe, der Tabakwarenabgabe sowie der HO-Akzise hervor, die als Bestandteil des Preises vorwiegend im Bereich der nichtvolkseigenen Wirtschaft auf bestimmte Erzeugnisse erhoben wurden.
Durch die Verordnung (VO) vom 14. Oktober 1955 (GBl S. 769) wurden die Verbrauchsabgaben neu geregelt. In einer Reihe von Durchführungsbestimmungen (DB) wurde im Einzelnen geregelt: die Verbrauchsabgaben auf Bier, Tabak, Kaffee, Branntwein, Wein und Schaumwein, Leuchtmittel, Zündwaren. Die Verbrauchsabgaben waren untrennbare Bestandteile der Preise. Abgabeschuldner waren die Inhaber der Betriebe, die verbrauchsabgabepflichtige Güter herstellten.
Bei Lohnaufträgen waren es die Auftraggeber. Verbrauchsabgaben wurden von Erzeugnissen erhoben, die in der DDR hergestellt, gewonnen oder gehandelt wurden und in deren Preisen nach dem geltenden Recht Verbrauchsabgaben enthalten waren. Die Sätze der Verbrauchsabgaben wurden von den für die Preisbildung zuständigen staatlichen Organen festgelegt. Die fälligen Verbrauchsabgaben waren vom Abgabeschuldner selbst zu errechnen. Der Staat beschränkte dadurch einen Teil des Gewinns, der sich aus den staatlichen Festpreisen ergab.